# 2040 Chalonge
2040 Chalonge је астероид главног астероидног појаса чија средња удаљеност од Сунца износи 3,127 астрономских јединица (АЈ).
Апсолутна магнитуда астероида је 11,1.